# Teva I Uta
Teva I Uta é uma comuna da Polinésia Francesa, nas Ilhas de Barlavento, arquipélago da Sociedade. Estende-se por uma área de 120 km², com  8.589 habitantes, segundo os censos de 2007, com uma densidade de 72 hab/km².